# SV Gonsenheim
Der SV 1919 Gonsenheim ist ein Fußballverein aus dem Mainzer Stadtteil Gonsenheim. In den ersten Nachkriegsjahren spielte der SVG zwei Jahre lang erstklassig. Aktuell  (Saison 2025/26) spielt der Verein in der fünftklassigen Oberliga Rheinland-Pfalz/Saar.

## Geschichte
Der Verein wurde 1919 als FK Viktoria Gonsenheim gegründet. Noch im gleichen Jahr schloss sich der FC Germania 1915 Gonsenheim an. Gleichzeitig wurde der Verein zu SV Gonsenheim umbenannt. Nach der 1945 vollzogenen Zwangsauflösung wurde zunächst die SG Gonsenheim gegründet, in der nicht nur der SVG, sondern auch der TV Gonsenheim weitergeführt wurde. 1949 spaltete sich der Sammelverein wieder in SV und TV.

## Sportliche Entwicklung
Zu kurzer regionaler Bedeutung kamen die Gonsenheimer in der Saison 1934/35, als sie ein Jahr lang in der Bezirksklasse Rheinhessen, dem unmittelbaren Unterbau der Gauliga Südwest, mitspielten, allerdings mit deutlichem Rückstand abstiegen. 1947 zog die SG Gonsenheim in die Oberliga Südwest-Nord ein, in der sie ebenfalls erfolglos blieb. Im ersten Jahr wurde der Abstieg knapp verhindert, im zweiten musste man mit 6:42 Punkten und 19:106 Toren die Liga verlassen. Bis 1959 sowie 1964/65 und von 1967 bis 1971 blieben die Gonsenheimer meist in den unteren Regionen der Amateurliga.
2005 stieg der Verein unter der Leitung von Trainer Jürgen Collet in die (damals) fünftklassige Verbandsliga Südwest auf, in der er im ersten Jahr den dritten Platz erreichte und lange als Aufstiegskandidat in die Oberliga galt. In der Saison 2009/10 wurden die Gonsenheimer dann Meister in der Verbandsliga und stiegen in die Oberliga Südwest (seit 2012/13: Oberliga Rheinland-Pfalz/Saar) auf. Dort konnten sie sich im Mittelfeld etablieren. Doch in der Saison 2017/2018 ließ sich ein Abstieg nicht verhindern und der SV Gonsenheim spielte in der Fußball-Verbandsliga Südwest. Dort gelang der direkte Wiederaufstieg in die Oberliga.
Die A-, B- und C-Junioren der Gonsenheimer sind in den vergangenen Jahren die meiste Zeit in der zweithöchsten Junioren-Spielklasse, der Regionalliga Südwest, vertreten.

## Sportplatz

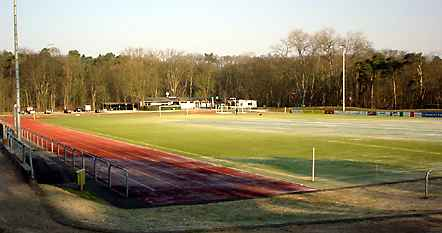
Sportplatz

Die Sportanlage am Ende der Kapellenstraße/Am Sportfeld und in unmittelbarer Nähe zum Lennebergwald gelegen, besteht derzeit aus einem Klein- und einem Großfeld, welche beide mit Kunstrasen versehen sind. Der Gonsenheimer Kunstrasen, der mit Sand gefüllt ist, war einer der ersten seiner Art im Raum Mainz und ist daher schon recht ausgedient. Aufgrund dessen und bedingt durch die stattlichen Erfolge der Jugendabteilung und des hochklassigen Aktiven-Bereichs will die Stadt Mainz jedoch in den nächsten Jahren mit einem neuen Platz wieder dafür sorgen, dass der Spielspaß in Gonsenheim ungebrochen bleibt. Im Sommer 2010 wurde der abgenutzte Kunstrasen mit Unterstützung der Schott AG durch einen oberligatauglichen Kunstrasen neuester Art ersetzt.

## Persönlichkeiten
- Rufat Dadashov (* 1991), aserbaidschanischer Nationalspieler
- Makana Baku (* 1998), deutscher U21-Nationalspieler